# Карауылтобе (село)
Карауылтобе (каз. Қарауылтөбе) — село в Акжаикском районе Западно-Казахстанской области Казахстана. Административный центр Карауылтобинского сельского округа. Код КАТО — 273263100.

## Население
В 1999 году население села составляло 2651 человек (1365 мужчин и 1286 женщин). По данным переписи 2009 года, в селе проживали 1992 человека (1033 мужчины и 959 женщин).